# Campionati del mondo di canottaggio 1991
I Campionati del mondo di canottaggio 1991 si sono tra il 21 e il 24 agosto a Vienna, in Austria.

## Medagliere
| Posizione | Paese            |    |    |    | Totale |
| --------- | ---------------- | -- | -- | -- | ------ |
| 1         | Germania         | 7  | 2  | 3  | 12     |
| 2         | Canada           | 4  | 1  | 0  | 5      |
| 3         | Italia           | 2  | 2  | 0  | 4      |
| 4         | Regno Unito      | 2  | 1  | 2  | 5      |
| 5         | Australia        | 2  | 0  | 0  | 2      |
| 6         | Unione Sovietica | 1  | 3  | 1  | 5      |
| 7         | Danimarca        | 1  | 1  | 2  | 4      |
| 8         | Cina             | 1  | 0  | 0  | 1      |
| 8         | Irlanda          | 1  | 0  | 0  | 1      |
| 8         | Nuova Zelanda    | 1  | 0  | 0  | 1      |
| 11        | Romania          | 0  | 3  | 2  | 5      |
| 11        | Stati Uniti      | 0  | 3  | 2  | 5      |
| 13        | Polonia          | 0  | 1  | 2  | 2      |
| 14        | Austria          | 0  | 1  | 1  | 2      |
| 14        | Francia          | 0  | 1  | 1  | 2      |
| 14        | Cecoslovacchia   | 0  | 1  | 1  | 2      |
| 17        | Svezia           | 0  | 1  | 0  | 1      |
| 17        | Jugoslavia       | 0  | 1  | 0  | 1      |
| 19        | Belgio           | 0  | 0  | 2  | 2      |
| 19        | Danimarca        | 0  | 0  | 2  | 2      |
| 21        | Spagna           | 0  | 0  | 1  | 1      |
| Totale    | Totale           | 22 | 22 | 22 | 66     |

## Podi

### Maschili
| Evento | Oro | Perform. | Argento | Perform. | Bronzo | Perform. |
| M1x    | Germania Thomas Lange | 6:41.29  | Cecoslovacchia Vaclav Chalupa Jr | 6:45.26  | Polonia Kajetan Broniewski | 6:48.91  |
| M2x    | Paesi Bassi Nico Rienks (b) Henk Jan Zwolle (s) | 6:06.14  | Unione Sovietica Ugis Lasmanis (b) Leonid Shaposhnykov (s) | 6:07.49  | Germania Oliver Gruener (b) Andre Steiner (s) | 6:08.36  |
| M4x    | Unione Sovietica Valeri Dossenko (b) Sergei Kinjakin (2) Nikolai Tchuprina (3) Guirts Vilks (s)                                                                                              | 6:08.39  | Italia Alessandro Corona (b) Gianluca Farina (2) Massimo Paradiso (3) Filippo Soffici (s)                                                                                               | 6:11.21  | Paesi Bassi Rutger Arisz (b) Koos Maasdijk (2) Hans Keldermann (3) Ronald Florijn (s)                                                                                         | 6:13.03  |
| M2+    | Italia Carmine Abbagnale (b) Giuseppe Abbagnale (s) Giuseppe Di Capua (c) | 7:34.39  | Polonia Piotr Basta (b) Tomasz Mruczkowski (s) Bartosz Sroga (c) | 7:35.83  | Cecoslovacchia Michal Dalecky (b) Dusan Machacek (s) Oldrich Hejdusek (c) | 7:38.02  |
| M2-    | Regno Unito Matthew Pinsent (b) Steve Redgrave (s) | 6:21.35  | Jugoslavia Iztok Čop (b) Denis Žvegelj (s) | 6:24.18  | Austria Hermann Bauer (b) Karl Sinzinger Jr (s) | 6:24.51  |
| M4-    | Australia Andrew Cooper (b) Nick Green (2) Mike McKay (3) James Tomkins (s) | 6:29.69  | Stati Uniti Thomas Bohrer (b) Patrick Manning Jr (2) Jeffrey McLaughlin (3) Michael Porterfield (s)                                                                                     | 6:32.22  | Germania Markus Braeuer (b) Andreas Luetkefels (2) Stefan Scholz (3) Markus Vogt (s)                                                                                          | 6:34.43  |
| M4+    | Germania Armin Eichholz (b) Bahne Rabe (2) Matthias Ungemach (3) Armin Weyrauch (s) Joerg Dedering (c)                                                                                       | 5:58.96  | Romania Dănuț Dobre (b) Dragos Neagu (2) Valentin Robu (3) Ioan Snep (s) Dumitru Răducanu (c)                                                                                           | 6:00.29  | Polonia Wojciech Jankowski (b) Maciej Lasicki (2) Jacek Streich (3) Tomasz Tomiak (s) Michal Cieslak (c)                                                                      | 6:01.30  |
| M8+    | Germania Roland Baar (b) Dirk Balster (2) Jürgen Hecht (3) Wolfgang Klapheck (4) Martin Steffes-Mies (5) Thorsten Streppelhoff (6) Ansgar Wessling (7) ?? (s) Manfred Klein (c)              | 5:50.98  | Canada Darren Barber (b) Andy Crosby (2) Robert Bob Marland (3) Derek Porter (4) Michael Mike Rascher (5) Bruce Robertson (6) Don Telfer (7) John Wallace (s) Terry Paul (c)            | 5:51.68  | Regno Unito Martin Cross (b) Tim Foster (2) Anton Obholzer (3) Richard Phelps (4) Greg Searle (5) Jonny Searle (6) Jonny Singfield (7) Richard Stanhope (s) Garry Herbert (c) | 5:52.74  |
| LM1x   | Irlanda Niall O'Toole | 6:49.17  | Germania Peter Uhrig | 6:49.96  | Belgio Wim Van Belleghem | 6:52.26  |
| LM2x   | Germania Michael Buchheit (b) Kai Von Warburg (s) | 6:20.04  | Austria Walter Rantasa (b) Christoph Schmoelzer (s) | 6:25.29  | Paesi Bassi Jan van Bekkum (b) Daan Boddeke (s) | 6:26.22  |
| LM4x   | Australia Steve Hawkins (b) Bruce Hick (2) Gary Lynagh (3) ?? (s) | 6:37.02  | Svezia Joakim Brischewski (b) Bo Ekros (2) Lars-Johan Flodin (3) Per Lundberg (s) | 6:37.25  | Francia Roland Gaillac (b) Patrick Maiore (2) Laurent Porchier (3) Thierry Renault (s)                                                                                        | 6:38.02  |
| LM4-   | Regno Unito Christopher Bates (b) Toby Hessian (2) Tom Kay (3) Carl Smith (s) | 5:57.60  | Italia Sabino Bellomo (b) Francesco Cattaneo (2) Danilo Fraquelli (3) Alfredo Striani (s)                                                                                               | 5:58.61  | Spagna Juan Luis Aguierre Barco (b) Fernando Climent Huerta (2) Jose Maria De Marco Perez (3) Fernando Molina Castillo (s)                                                    | 6:00.85  |
| LM8+   | Italia Enrico Barbaranelli (b) Domenico Cantoni (2) Carlo Gaddi (3) Pasquale Marigliano (4) Fabrizio Ranieri (5) Fabrizio Ravasi (6) Andrea Re (7) Roberto Romanini (s) Gaetano Iannuzzi (c) | 6:13.21  | Francia Stephane Barre (b) Sebastien Bel (2) Bruno Boucher (3) Stephane Guerinot (4) Laurent Irazusta (5) Benoit Masson (6) Antoine Orieux (7) Jose Oyarzabal (s) Philippe Spinelli (c) | 6:13.40  | Stati Uniti Eduardo Montalvo (b) Tom Hartley (2) Robert Hermann (3) Brian Varga (4) David Collins (5) Dale Hurley (6) Tom Auth (7) James Manson (s) Michael O'Gorman (c)      | 6:15.25  |

### Femminili
| Evento | Oro | Perform. | Argento | Perform. | Bronzo | Perform. |
| W1x    | Canada Silken Laumann | 8:17.58  | Romania Elisabeta Lipă | 8:20.53  | Belgio Ann Elise Bredael | 8:21.96  |
| W2x    | Germania Kathrin Boron (b) Beate Schramm | 6:44.71  | Romania Anisoara Balan-Dobre (b) Elisabeta Lipă (s) | 6:46.40  | Unione Sovietica Ekaterina Karsten - Khodotovitch (b) Saria Zakirova (s) | 6:47.36  |
| W4x    | Germania Kerstin Koeppen (b) Claudia Krüger (2) Sybille Schmidt (3) Jana Rau-Sorgers (s)                                                                                              | 6:55.85  | Unione Sovietica Elena Khloptseva (b) Maria Omeljanovitch (2) Tatjana Ustiujanina (3) Mira Vaganova (s)                                                                                   | 7:00.37  | Romania Constanța Burcică (b) Anisoara Balan-Dobre (2) Doina Ignat (3) Fanica Costea (s) | 7:04.86  |
| W2-    | Canada Kathleen Heddle (b) Marnie McBean (s) | 6:57.42  | Germania Stefanie Werremeier (b) Ingeburg Schwerzmann-Althoff (s) | 6:59.55  | Regno Unito Miriam Batten (b) Fiona Freckleton (s) | 7:02.28  |
| W4-    | Canada Kirsten Barnes (b) Jennifer Doey (2) Jessica Monroe (3) Brenda Taylor (s) | 6:25.47  | Stati Uniti Shelagh Donohoe (b) Cynthia Eckert (2) Stephanie Maxwell-Pierson (3) Anna Seaton (s)                                                                                          | 6:27.39  | Germania Kathrin Haacker (b) Gebriele Mehl (2) Cerstin Petersmann (3) Judith Ungemach-Zeidler (s) | 6:30.30  |
| W8+    | Canada Kirsten Barnes (b) Megan Delehanty (2) Jennifer Doey (3) Kathleen Heddle (4) Kelly Mahon (5) Marnie McBean (6) Jessica Monroe (7) Brenda Taylor (s) Lesley Thompson-Willie (c) | 6:28.20  | Unione Sovietica Irina Gribko (b) Natalia Grigorjeva (2) Ekaterina Kotko (3) Tomas Smitas (4) Natalia Stasiuk (5) Sarmite Stone (6) Marina Suprun (7) Marina Znak (s) Elena Medvedeva (c) | 6:28.73  | Romania Doina Snep-Balan (b) Adriana Chelariu-Bazon (2) Iulia Bobeica-Bulie (3) Veronica Cochela-Cogeanu (4) Marioara Curela (5) Viorica Neculai (6) Maria Padurariu (7) Doina Ciucanu-Robu (s) Elena Georgescu-Nedelc (c) | 6:34.07  |
| LW1x   | Nuova Zelanda Philippa Baker-Hogan | 7:29.99  | Paesi Bassi Laurien Vermulst | 7:32.41  | Danimarca Mette Bloch Jensen | 7:33.17  |
| LW2x   | Germania Claudia Waldi (b) Christiane Weber (s) | 7:58.53  | Stati Uniti Lindsay Burns (b) Teresa Zarzeczny (s) | 8:00.16  | Danimarca Elisabeth Fraas (b) Ulla Jensen (s) | 8:06.32  |
| LW4-   | Cina Fei Li (b) Sanmei Liang (2) Xiaoli Liao (3) Shaoyan Ou (s) | 7:37.06  | Regno Unito Alison Brownless (b) Katharine Brownlow (2) Anna Marie Dryden (3) Claire Davies (s)                                                                                           | 7:41.15  | Stati Uniti Christine Smith-Collins (b) Ellen Minzner (2) Alison Shaw (3) Kelly Sherman (s) | 7:43.99  |